# Hermonassa pallidula
Hermonassa pallidula là một loài bướm đêm trong họ Noctuidae.